# Free-to-play
Free-to-play er en betegnelse for computerspil, som er gratis at spille. Man behøver ikke at betale noget for at komme i gang med at spille, og der skal heller ikke betales abonnement. Mange free-to-play computerspil giver spillerne mulighed for at købe ting for rigtige penge i spillet (disse ting er dog ikke påkrævede for at kunne spille spillet). Et par eksempler kunne være smølfe-bær i Smurf Village eller card packs i Hearthstone.